# A-train (日立製作所)
A-train（エートレイン）は、日立製作所が開発した鉄道車両の製造技術（次世代アルミニウム合金車両システム）。“A-train”に用いられた「A」は、Advanced・Amenity・Ability・Aluminum を統合的に表したものとしている。

## 概要
日立製作所が「環境負荷の低減」「ライフサイクルコストの低減」「今後の熟練者就業人口の減少への対応」をコンセプトに鉄道車両の生産方式を抜本的に見直したもので、アルミニウム合金のオールダブルスキン構体および自立型モジュール艤装を核とした車体トータルシステムとして構築したものである。従来の鉄道車両にはないシンプルで簡素な構造となったため、数万点あった部品点数が百数点まで削減された。
具体的には、以下のような特色を持つ。
アルミ押し出し型材を用いたダブルスキン構造
初期のアルミ構体では、アルミ押し出し型材（以下、型材）製の骨組にアルミ薄板製の外板を溶接した骨組み構造を採用していた。これは鋼製の構体と同様な構造でもあった。その後外板の裏側に一体化した補強部材を持つ型材を用いたシングルスキン構造が開発され、溶接コストが削減されるとともに、車体の軽量化にも貢献した。
さらにアルミ押し出し型材を中空箱型断面にしたものがダブルスキン構造である。車体の側構体・屋根構体・台枠が長手方向で接合することで、車体断面が閉じた形状を重ねた二重構造となるため、車内の騒音を軽減する効果があるとともに、中空箱型内部に設けられたトラス構造（斜め方向の強度部材）により車体強度や軽量化に優れる。また、車体全長サイズの型材を使うため部材の点数が減り、接合に伴うコストを削減する効果も期待できるほか、製造ラインの自動化がしやすい利点がある。
FSW溶接工法の採用
型材の接合に摩擦攪拌溶接（FSW）工法を採用。このため従来の溶接工法に比較して接合部の歪軽減や強度改善、構体の見栄えの向上が図られるだけでなく、型材の接合の自動化も図られる。
自立型内装構造の採用
従来の鉄道車両の内装は、構体の完成後内側からアルミ化粧板材やFRP製の内装板をネジ止めなどで取り付けていく工法を採用しており、部品点数が多く作業時間も多く要した。また、内装工程は構体完成後でないと開始できないため、車両組み立ての総工期を短縮するには限界があった。
A-trainでは、内装自身が自立できるモジュールとして独立に作られ、完成後に構体の端部から差し込むようにして取付けられる。構体には内装モジュールを支持するガイドレールが型材で形成されており、これで内装を前後方向にスライドさせると同時に上下左右方向に保持することができる。このためモジュールを固定する締結部品は必要最小限で済み、組み立てコストが削減できた。また、内装は構体の製作と並行して別な作業場で製作できるため、車両組み立ての工期も短縮可能となった。
さらに車両の先頭部分、運転台部分、客室扉用のドアエンジン、中・長距離列車に必要なトイレなども、別工程で組立てたモジュールを取り付けるようになっている。
統合型制御伝送装置「ATI」の採用
「ATI （Autonomous Train Integration system）」を採用し、従来機能ごとに回路を設けていた構造をデジタル化しシリアル伝送とした。これにより、従来の回路に使用されていた100V信号線に比べて軽量化・省資材化が可能となった。また、乗務員室には編成のコンディションを各車ごと・各動力車ユニットごとに表示するモニタが配置され、乗務員の負担軽減を図っている。これに合わせて、電車の制御方式は通常VVVFインバータ制御となる。他、減速から停止まで一切物理ブレーキ（空気ブレーキ）を使用しない全電気ブレーキの採用などを可能にしている。また、自動放送など乗務員補助の機能も付加されている。
このATIは、日立製作所独自のアーキテクチャを採用しているが、規格化し複数の鉄道会社に仕様の細部のみを変更して納入するA-Train自体のコンセプトにより、幅広く普及させることでコストを軽減させている。ただし、納入先の仕様により他の制御伝送装置を採用することも可能となっている。

## A-trainの採用例（日本）
- JRグループ
  - 北海道旅客鉄道（JR北海道）
    - 735系以降の在来線のアルミ製電車

  - JR東日本グループ
    - 東日本旅客鉄道（JR東日本）
      - E257系[* 2][5]
      - EV-E801系[* 3]

    - 東京モノレール
      - 10000形

  - 西日本旅客鉄道（JR西日本）
    - 683系[* 4][1]

  - 九州旅客鉄道（JR九州）
    - 815系[* 5][1]以降の在来線のアルミ製電車全形式[* 6]
    - 77系[* 7]
- 大手私鉄
  - 西武鉄道
    - 20000系[1]
    - 30000系
    - 001系

  - 東武鉄道
    - 50000系[* 8]
    - 60000系
    - N100系

  - 東京地下鉄（東京メトロ）
    - 05系13次車 - Aｰtrainの本格化が行われた。
    - 10000系
    - 15000系
    - 16000系3・4次車[* 9]
    - 17000系10両編成[* 10]
    - 18000系

  - 相模鉄道
    - 20000系[6]
    - 21000系[6]

  - 阪急電鉄
    - 9000系[* 11]
    - 9300系[* 12]
    - 1000系(新)
    - 1300系(新)
    - 2000系(新)
    - 2300系(新)

- 中小私鉄
  - 大阪市高速電気軌道
    - 400系
- 第三セクター鉄道
  - 首都圏新都市鉄道（つくばエクスプレス）
    - TX-1000系[* 13][5]
    - TX-2000系[5]
    - TX-3000系

  - 東葉高速鉄道
    - 2000系
- 公営鉄道
  - 仙台市交通局（仙台市地下鉄）
    - 3000系

  - 名古屋市交通局（名古屋市営地下鉄）
    - N3000形第1編成[* 14]

  - 福岡市交通局
    - 3000系

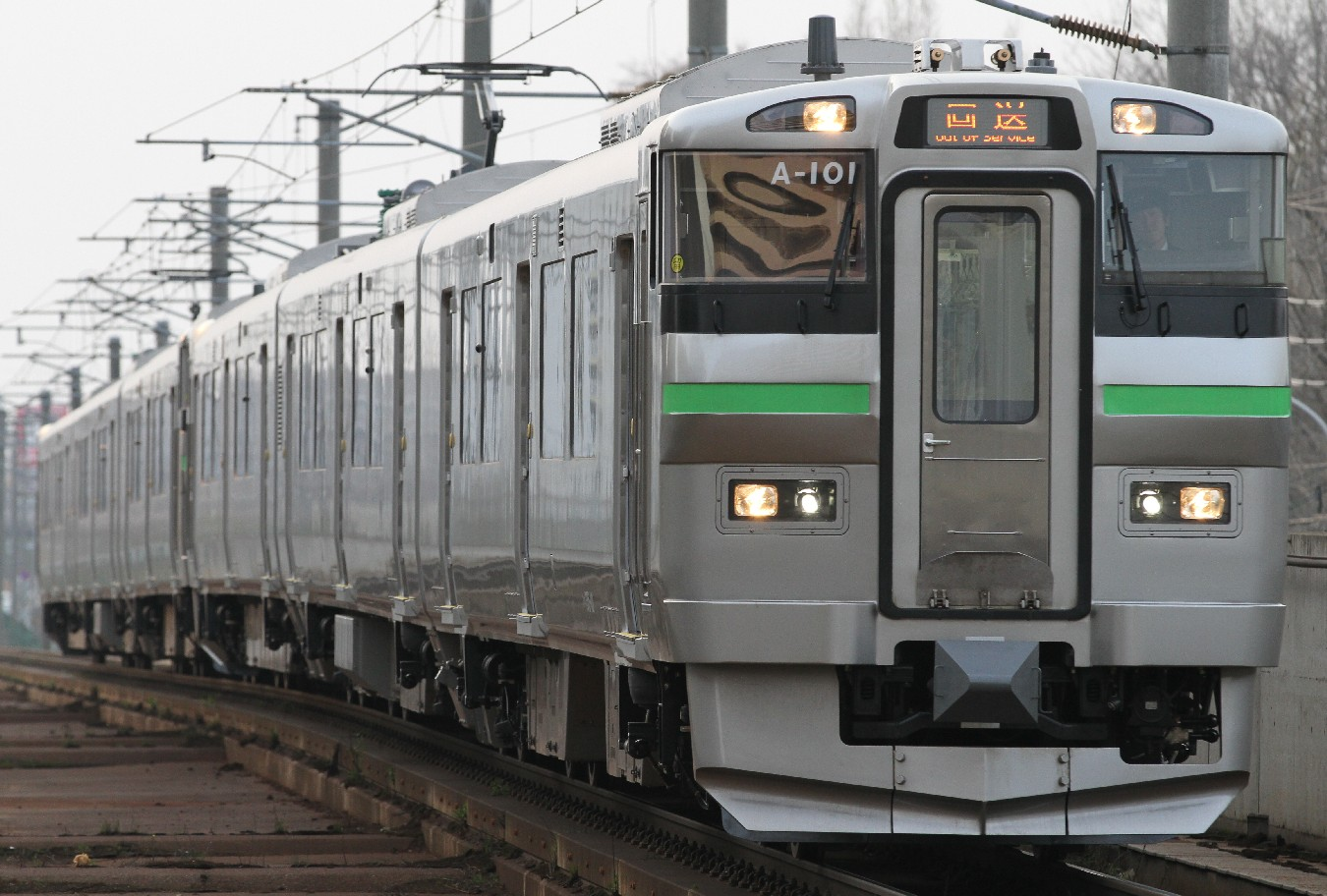
JR北海道735系電車
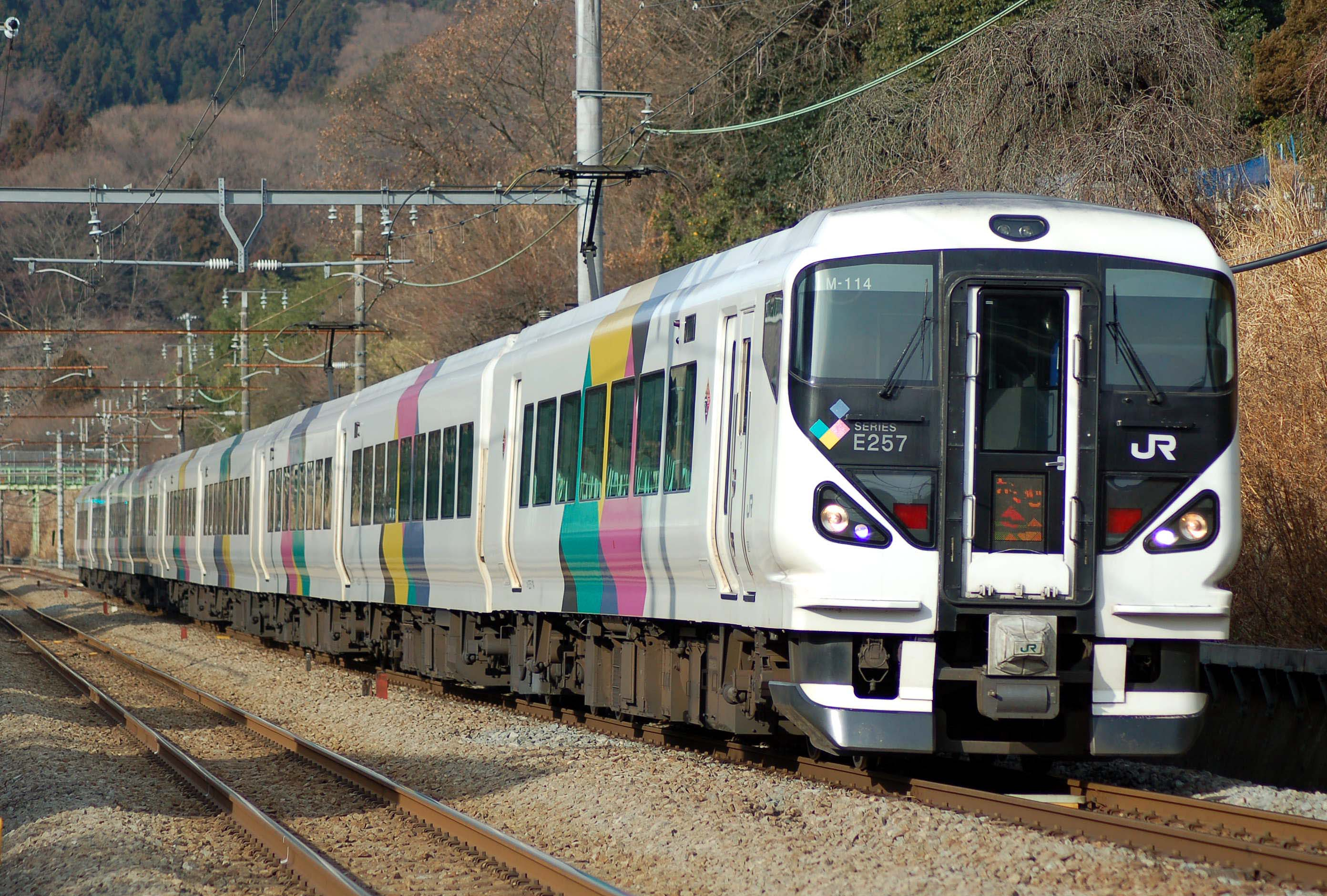
JR東日本E257系電車
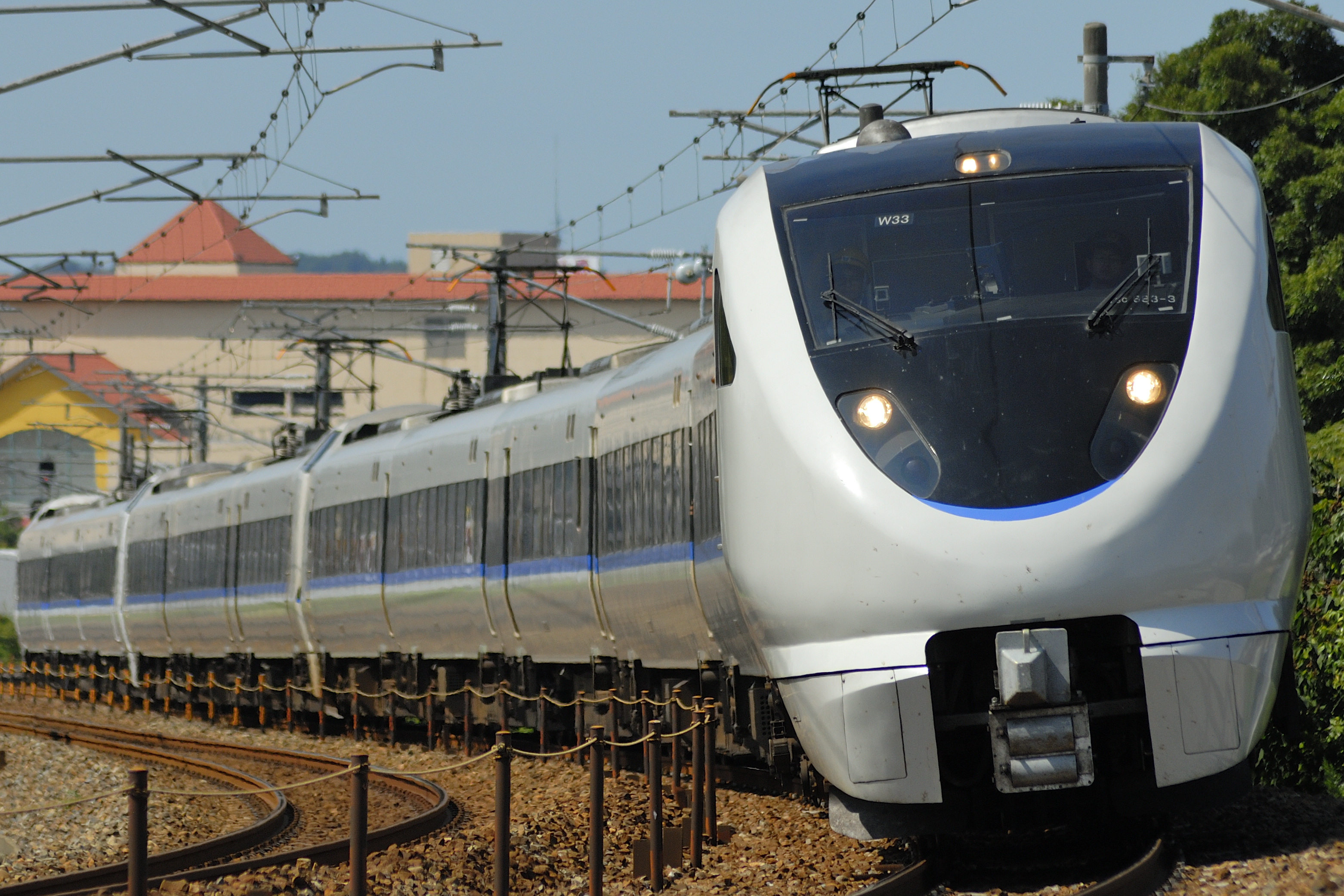
JR西日本683系電車
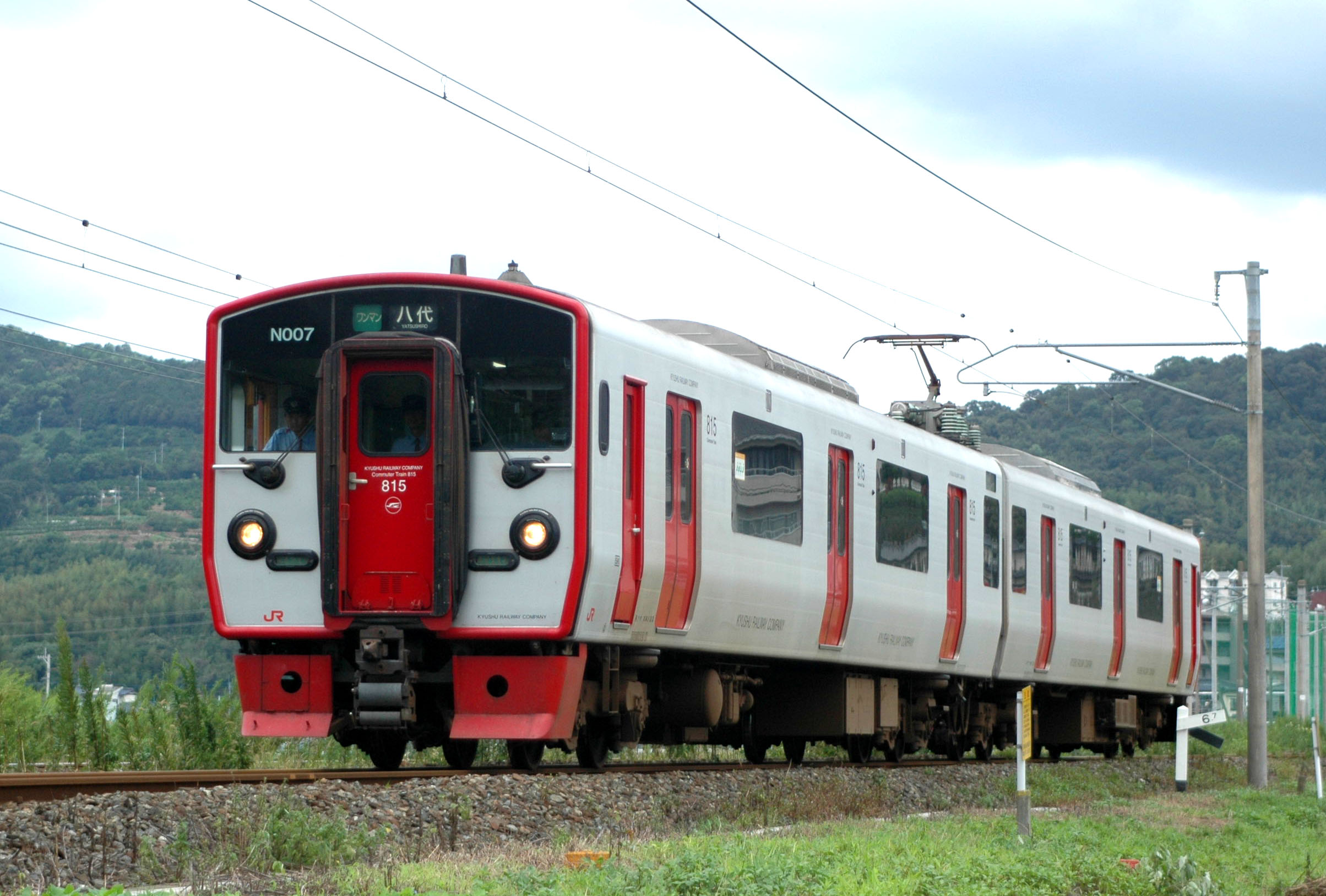
JR九州815系電車
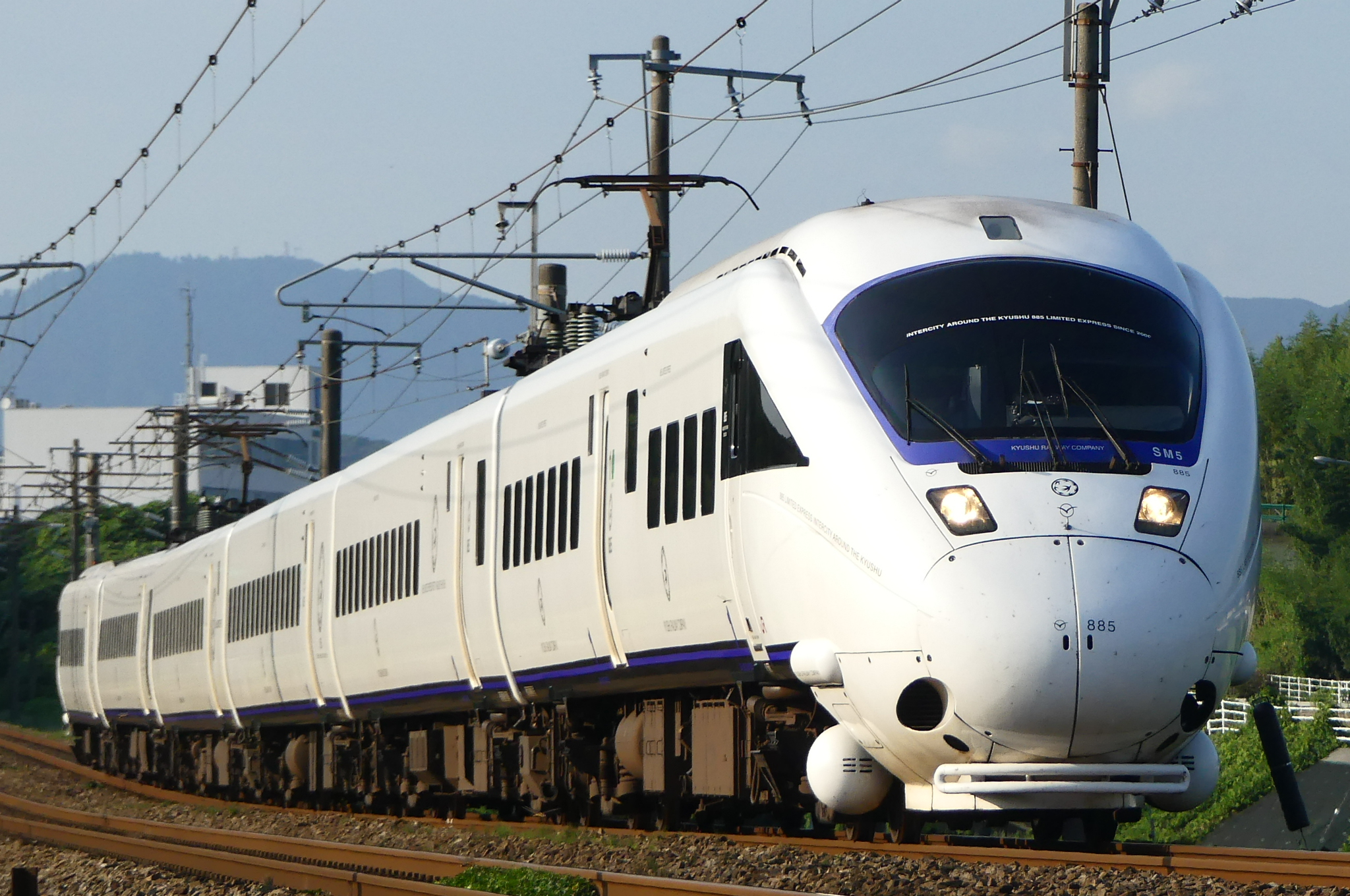
JR九州885系電車
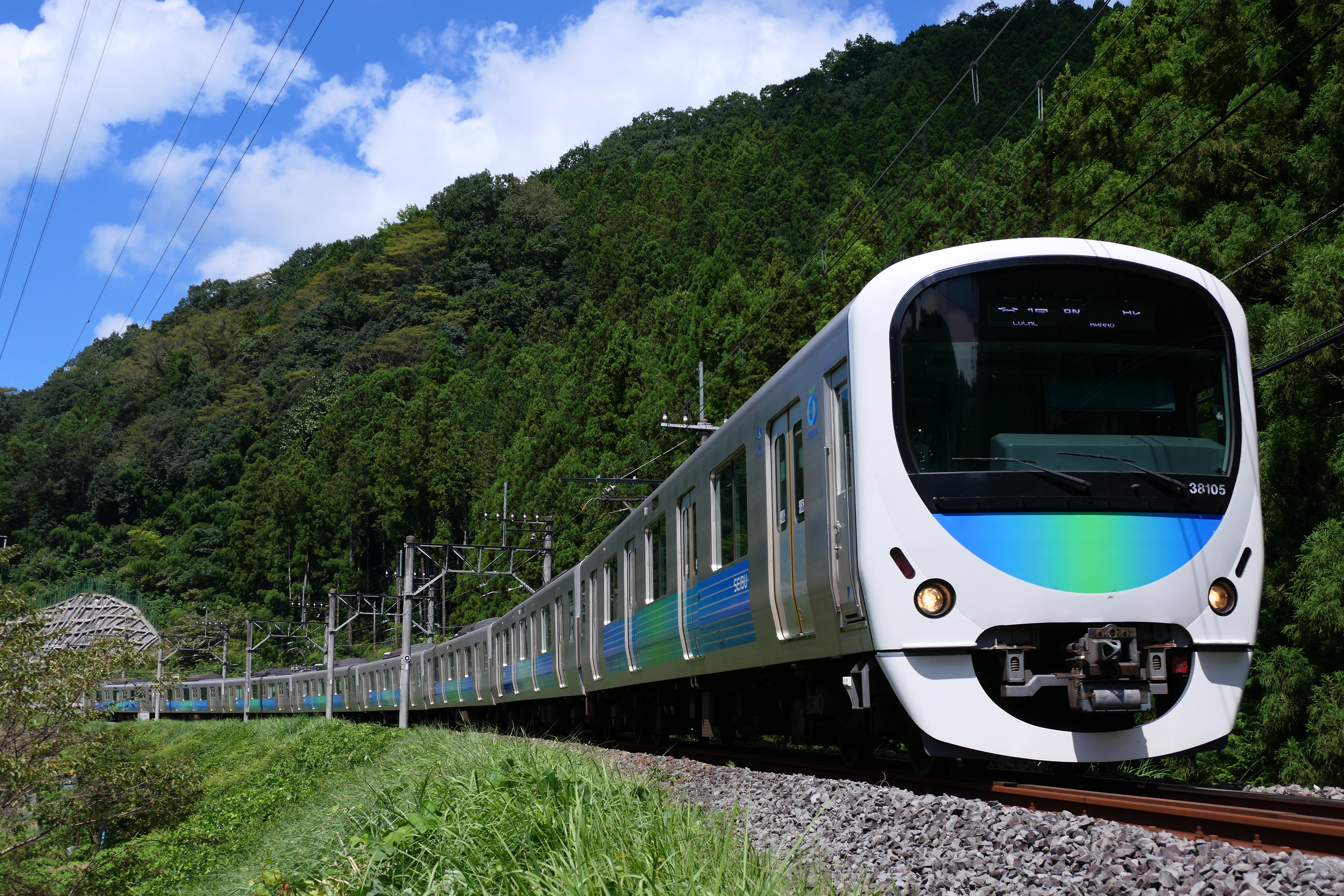
西武30000系電車
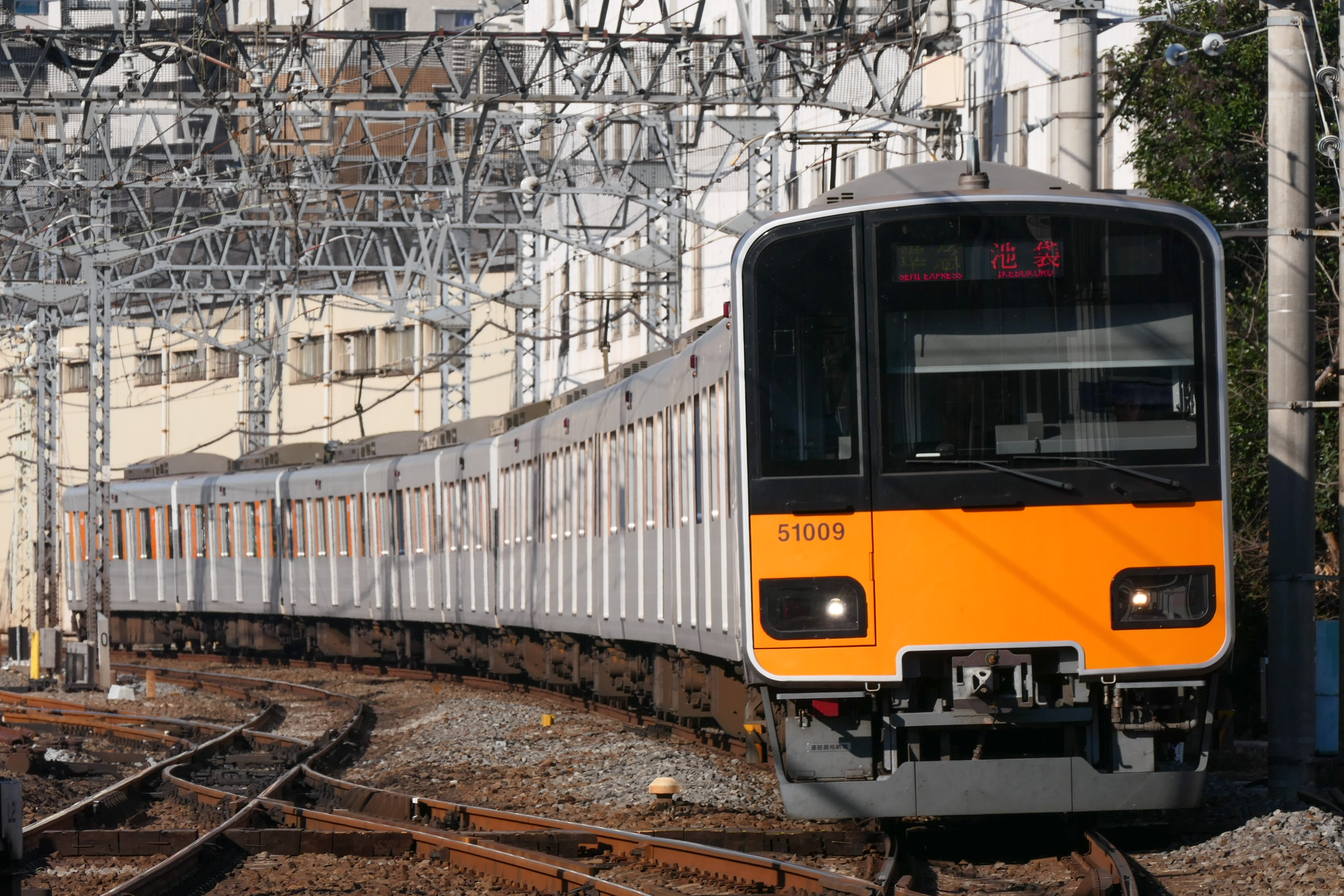
東武50000系電車
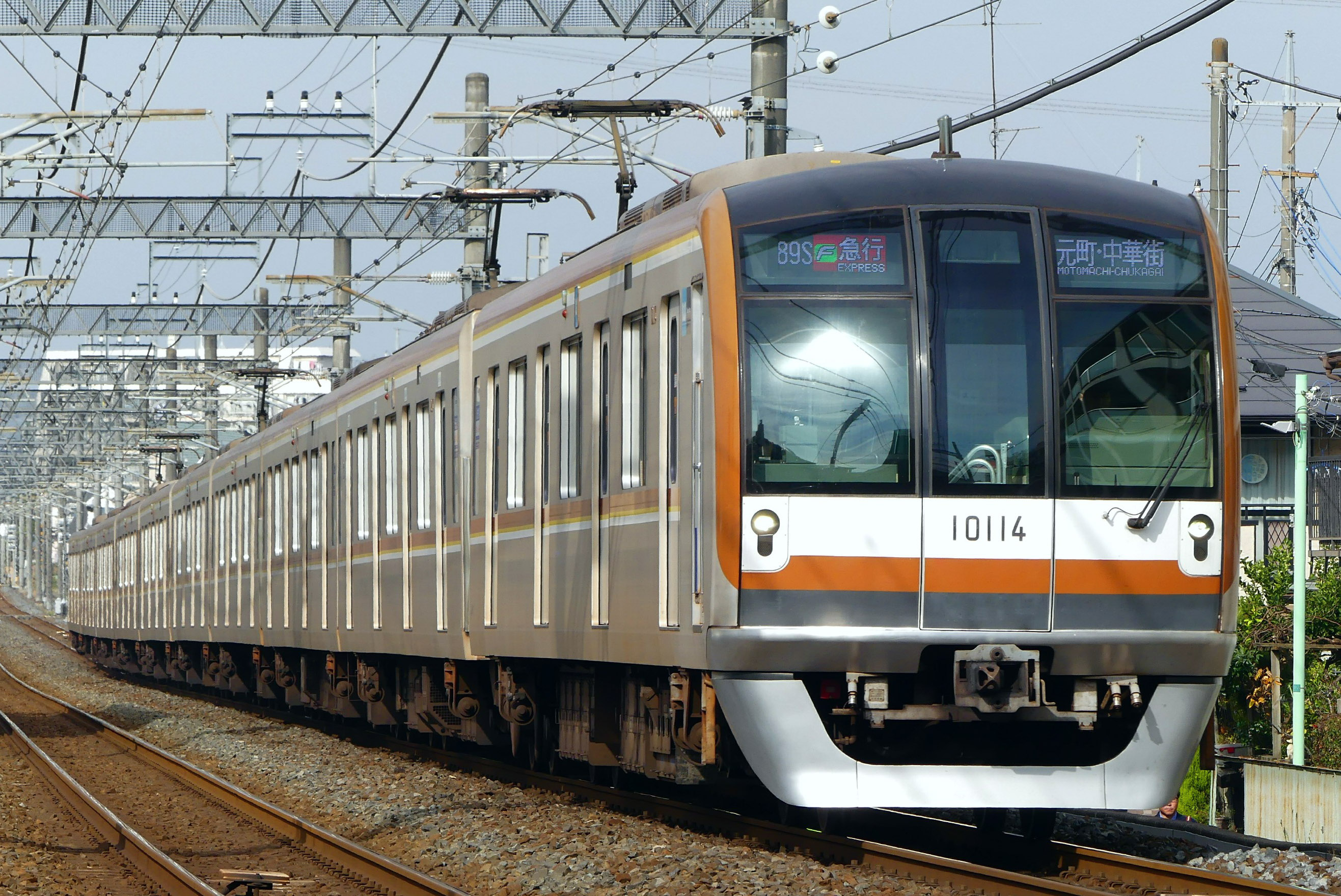
東京メトロ10000系電車
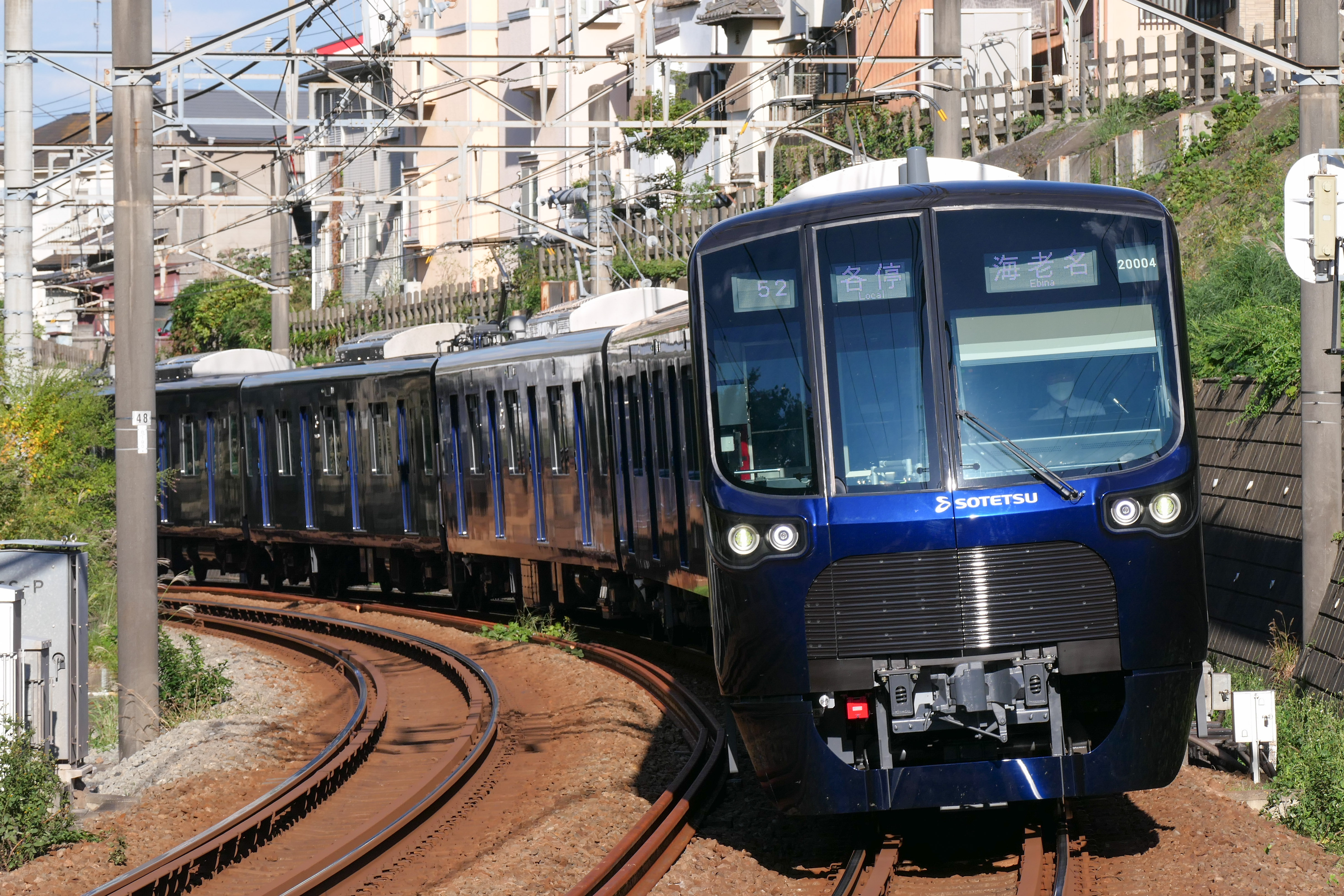
相鉄20000系電車
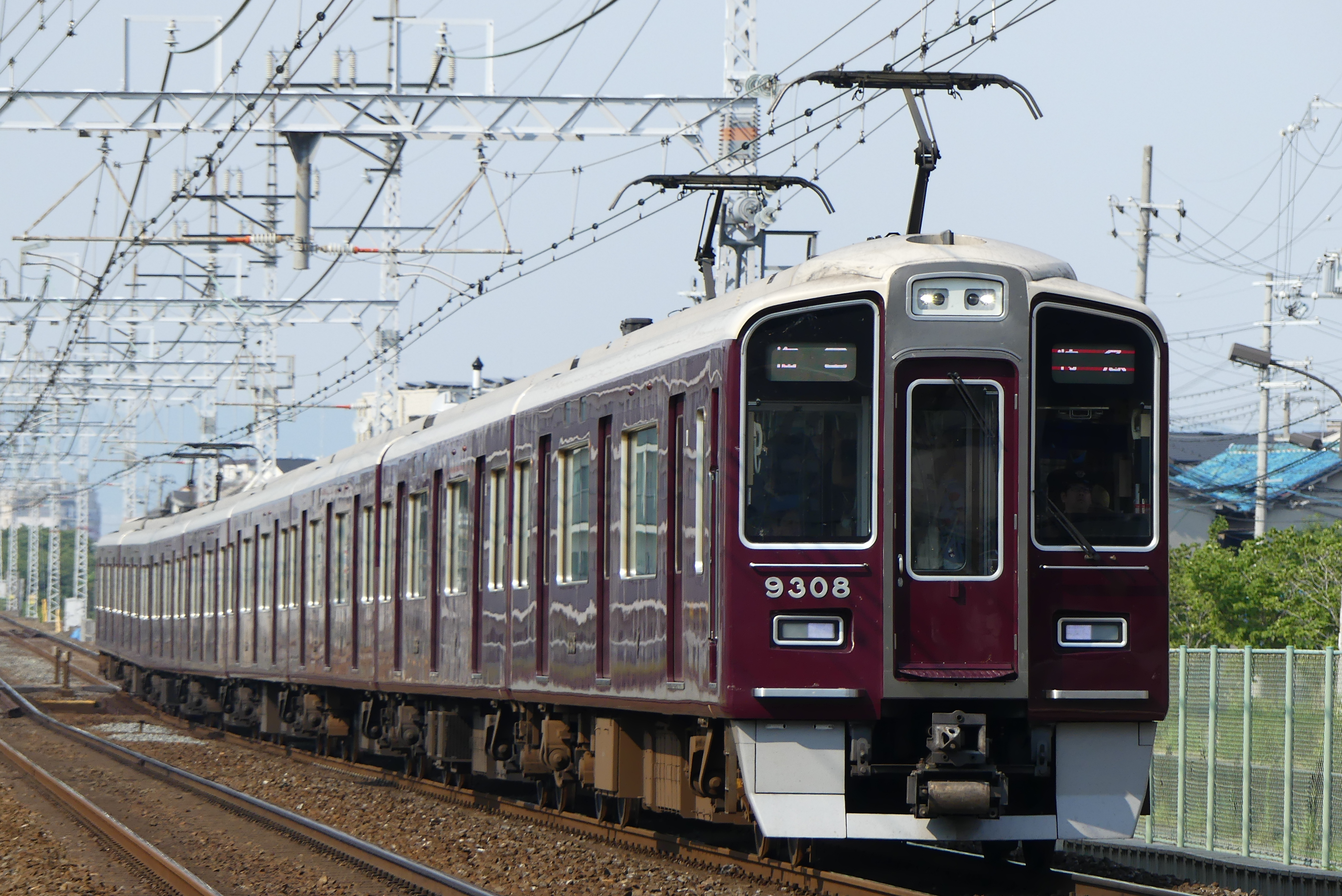
阪急9300系電車
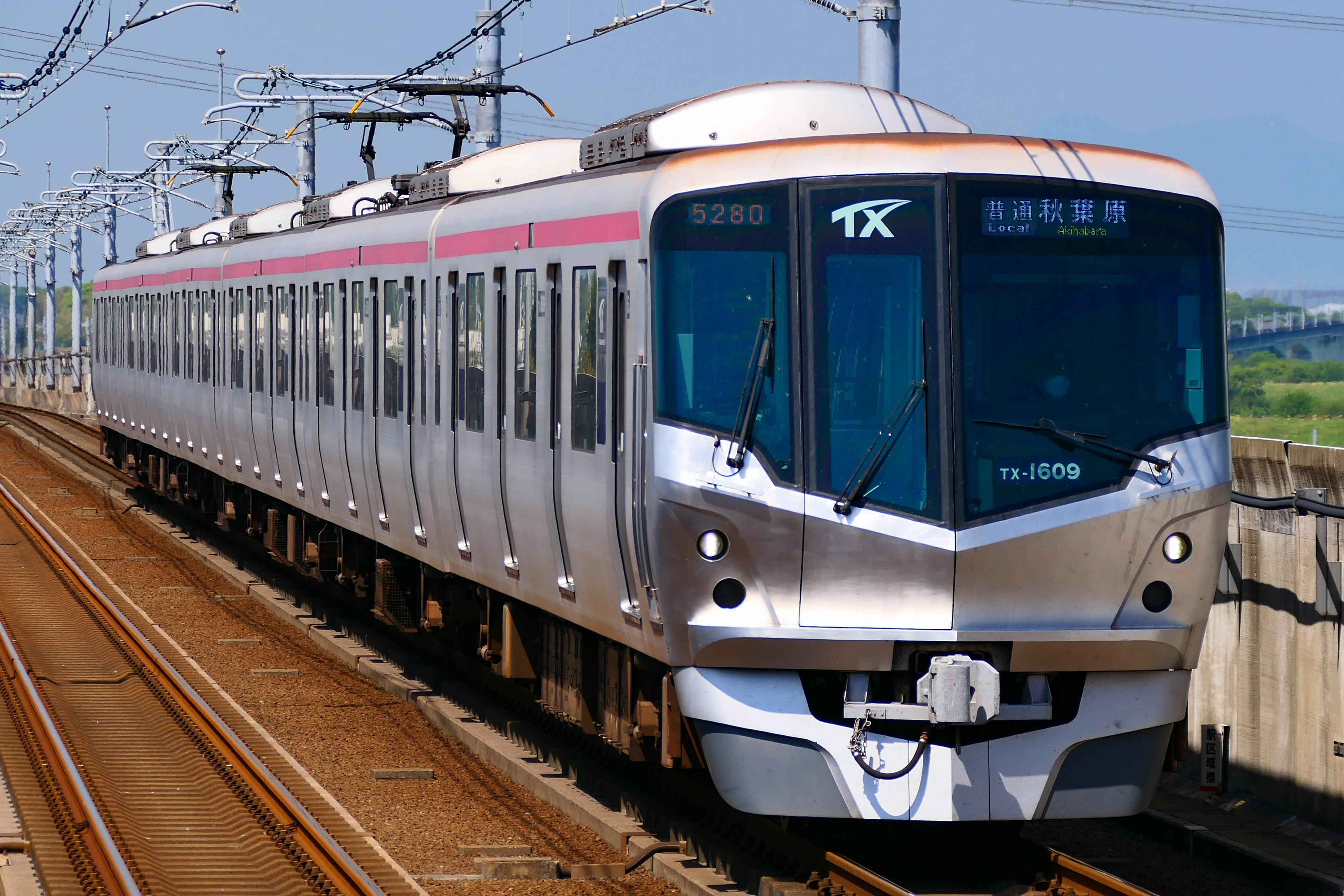
首都圏新都市鉄道TX-1000系電車
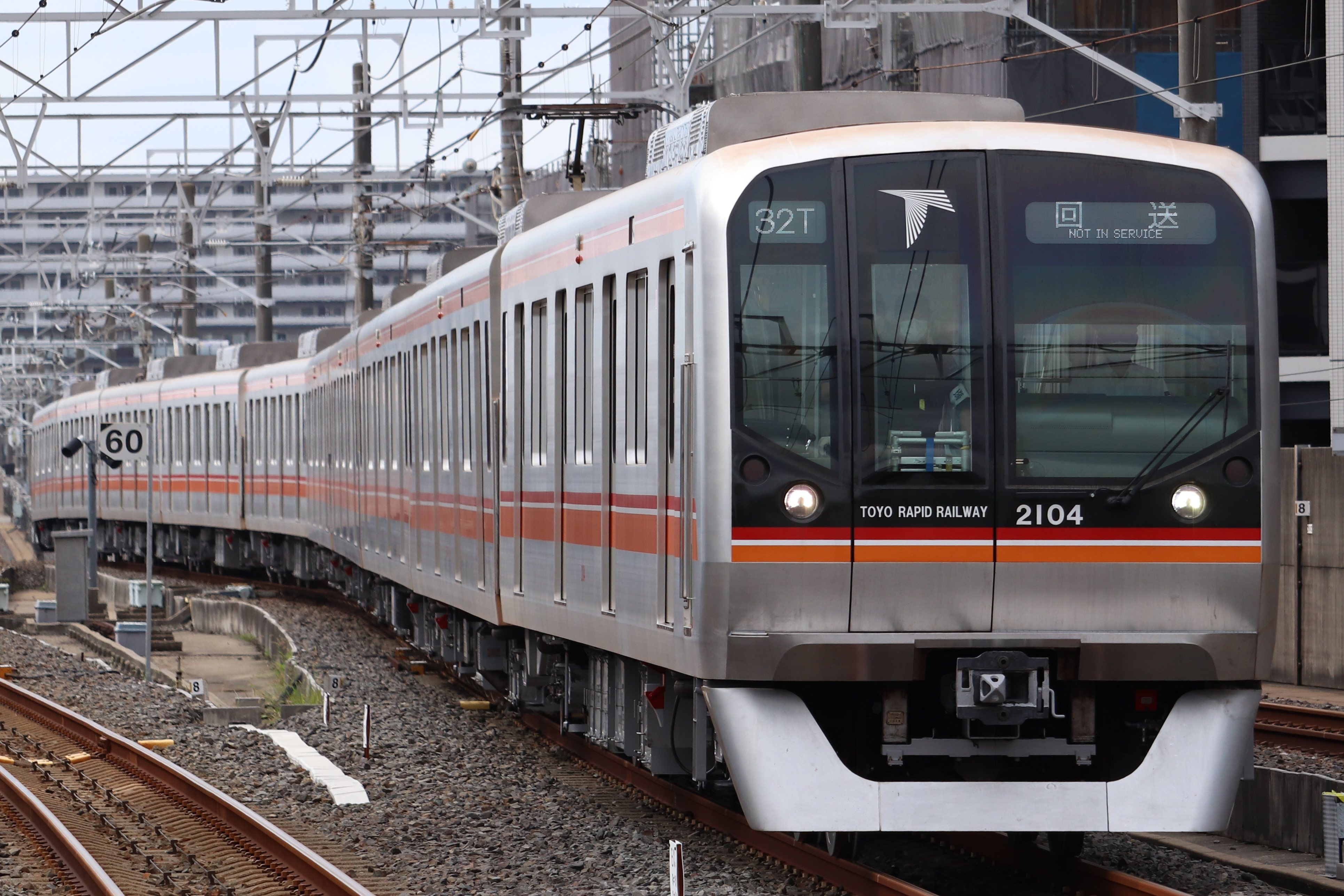
東葉高速鉄道2000系電車
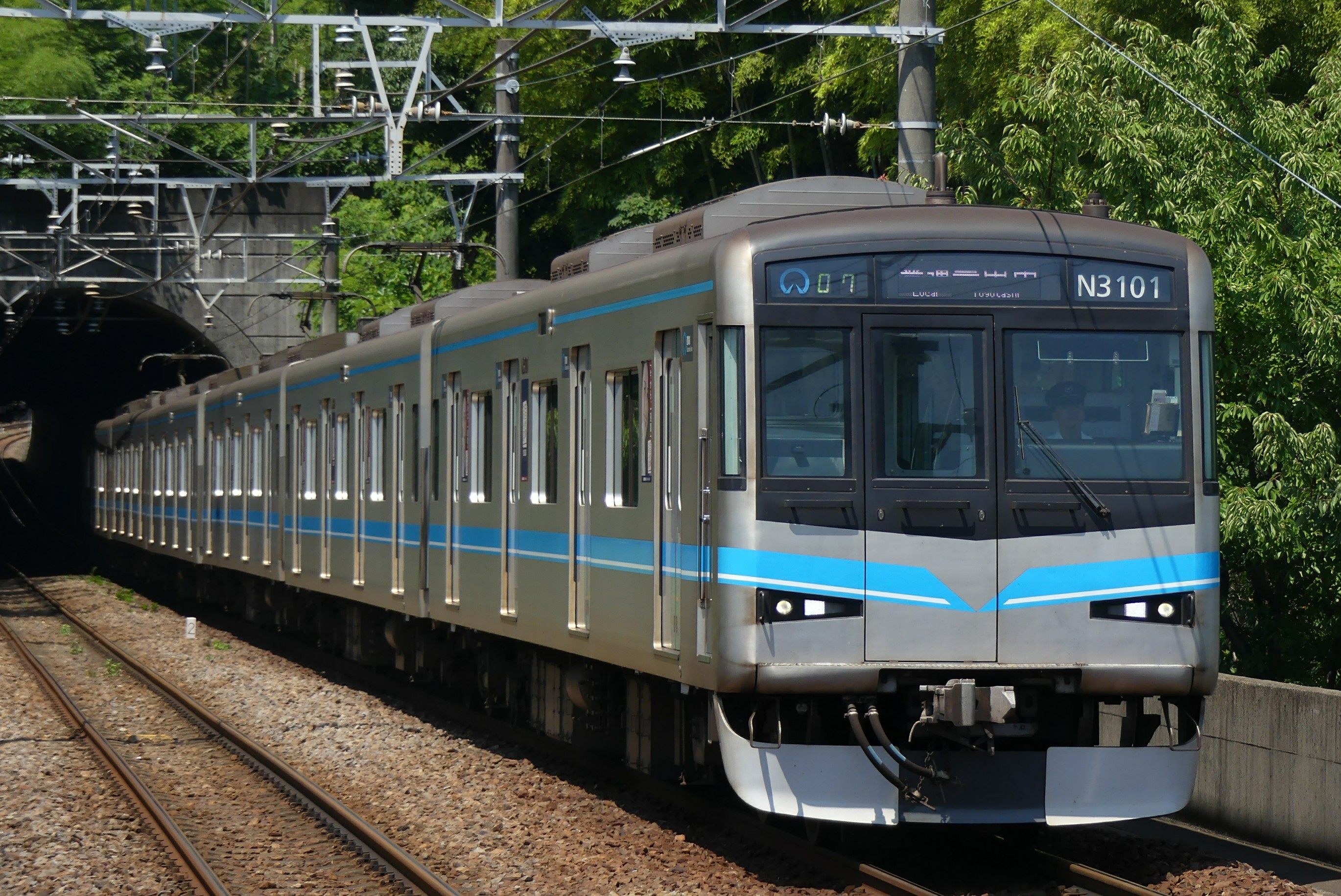
名古屋市交通局N3000形電車第1編成
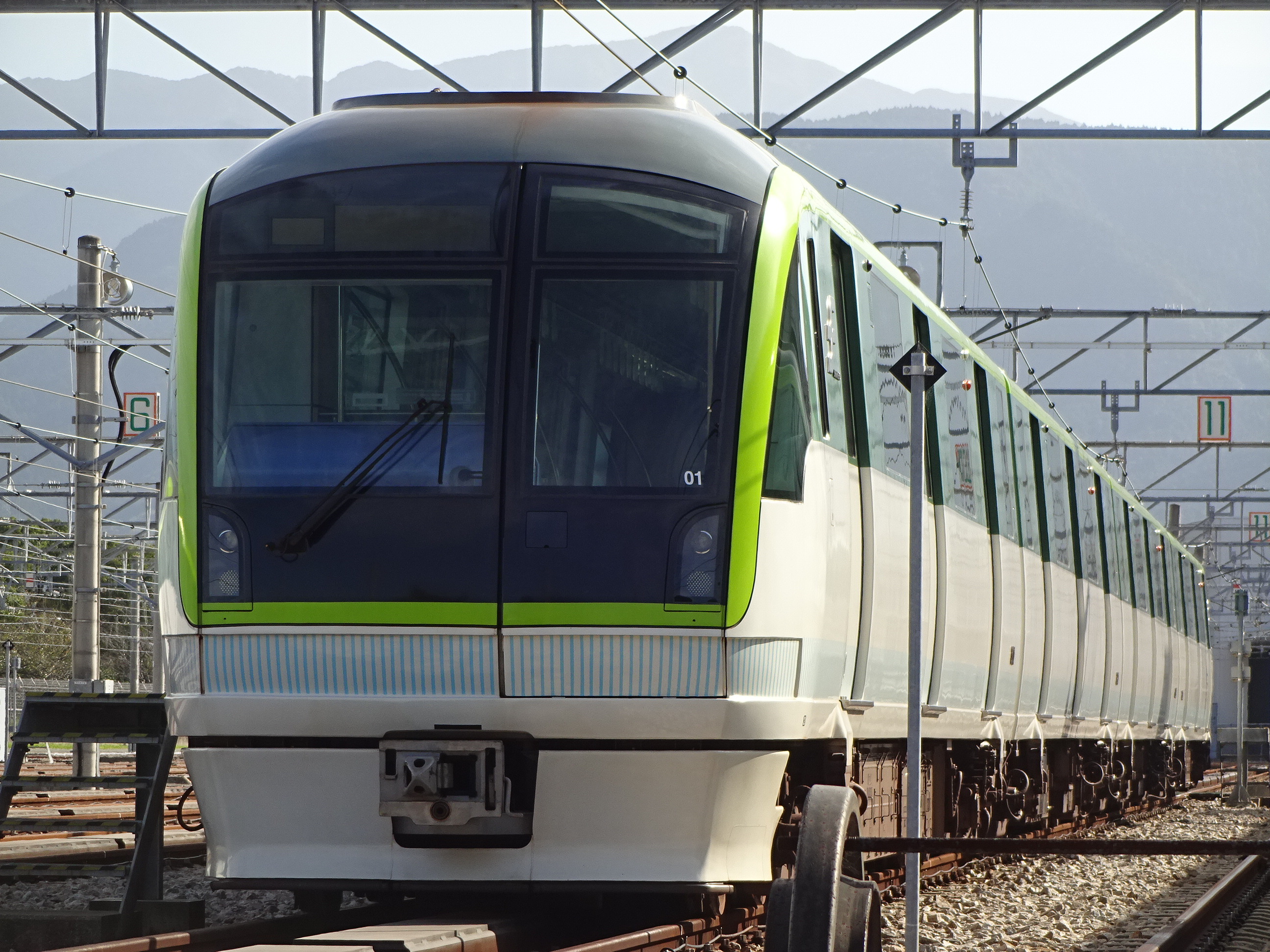
福岡市交通局3000系電車
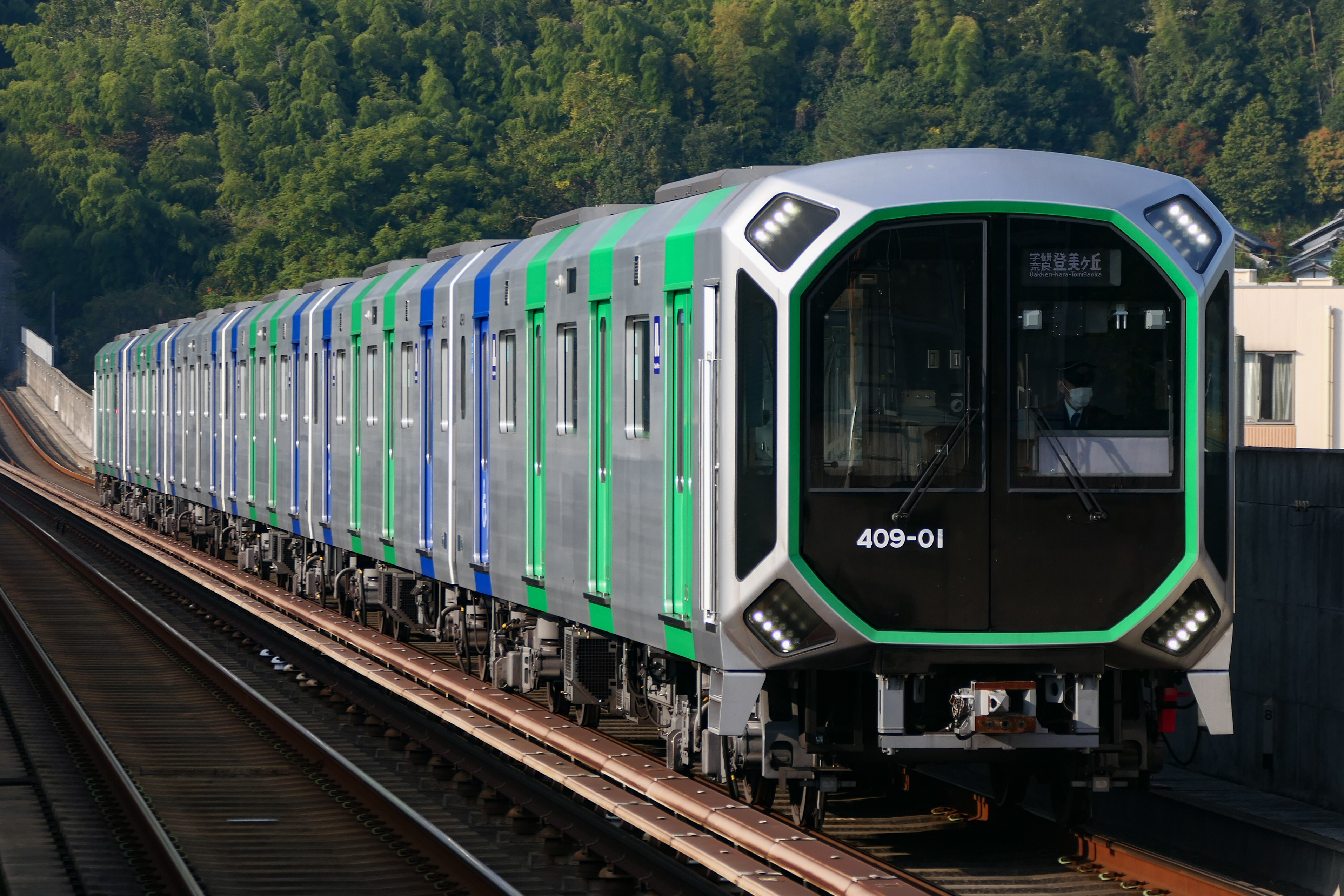
Osaka Metro400系電車

## A-trainの採用例（日本国外）
A-trainの日本国外向け製品には種類によって4種類のシリーズが設けられている。
- AT100 = メトロ・通勤車両
- AT200 = 近郊車両
- AT300 = 高速車両
- AT400 = 超高速車両

また、モノレールに関してもA-trainから派生した車両が製造されており、重慶軌道交通（中国・重慶市）とセントーサ・エクスプレス（シンガポール）で運行されている。

### 一覧
- イギリス
  - 385形電車（クラス385）
  - 395形電車（クラス395）
  - 800形バイモード車（クラス800）[* 15]
  - 801形電車（クラス801）[* 15]
  - 802形バイモード車（クラス802）[* 15]
  - 803形電車（クラス803）[* 15]
  - 810形バイモード車（クラス810）[* 15]
- 台湾
  - 台湾鉄路管理局TEMU1000型電車
  - 台湾鉄路管理局EMU3000型電車
- 大韓民国
  - 韓国鉄道公社200000系幹線電気動車（TEC）[* 16]
- タイ
  - SRTダークレッドライン1000系電車

### イギリス
イギリスは日立製作所の鉄道部門にとって日本以外で初めて大規模受注をした国である。
日立製作所は2005年にCTRL（ハイ・スピード1）国内列車用として最高速度225km/hで運転可能な395形6両編成28本（のちに1本追加）を受注した。これらは2012年ロンドンオリンピックにちなんで運行会社のサウスイースタンによって「ジャベリン（槍投げ）」と名付けられ、各編成にはメダリストの名前が付けられた。
2012年にはグレート・ウェスタン本線・イースト・コースト本線のインターシティ125・225置き換え計画であるインターシティ・エクスプレス計画の受注に成功した。395形に似たデザインで、当初は日立スーパー・エクスプレスと呼ばれていた。バイモード車両の800形と電車の801形の2種類があり、電化の拡大が想定されたため800形から801形への改造が可能なように作られている。
なお、この計画に際しては、製造がイギリス国内で行われない（最終組み立てのみ）ことから、対案であった同じ外国の会社であっても国内で製造が行われることになっていたボンバルディア案を推す声があり、特にボンバルディアの工場（英語版）があった地域を中心に発注の撤回を求める運動が行われた。これに加え、車両重量の増加（運輸省の要求仕様が不可能であるとの声もあった）や価格・種類配分の交渉の難航、金融機関による出資が進まなかったことなどから2010年には計画について調査が行われるなどしている。
2015年4月からのスコットレールの運行権を獲得したアベリオ・スコットレールは、2015年3月に日立製作所に近郊車両（AT-200）385形3両編成46本4両編成24本を発注した。
同じく2015年3月には、インターシティ・エクスプレス計画で800形・801形（後者は2016年に800形に変更）の導入が決まっていたグレート・ウェスタン・レールウェイ（当時の名称はファースト・グレート・ウェスタン）が800形同様のバイモード車両である802形を5両編成22本・9両編成7本発注した。800形との差異はデヴォン・コーンウォールの勾配区間に対応するために出力の増強が図られていることと燃料タンクが大型化されていることである。バイモード車両であることからロンドン・パディントン駅からニューベリー駅（英語版駅・日本語版街）までの電化区間では架線からの集電によって走行する。当初の契約は合計29本であったが、9両編成7本がのちに追加された。グレート・ウェスタン・レールウェイでの営業運転開始は800形が2017年10月、802形が2018年8月であった。グレート・ウェスタン・レールウェイのAT-300は800形、802形ともに「インターシティ・エクスプレス・トレインズ（IET）」という愛称が与えられている。
800形電車と385形電車において2021年4月から5月にかけて台車周辺に亀裂が見つかった。4月に台車の安定増幅装置ヨー・ダンパーに深さ最大15ミリの亀裂が発見されたのに続き、5月には車両本体を持ち上げるジャッキングポイント溶接部に深刻な亀裂が見つかった。
イースト・コースト本線での運行事業者であるロンドン・ノース・イースタン・レールウェイでは、誘導障害が発覚したため運行開始が遅れ、800形は2019年5月、801形は同年9月に営業運転を開始している。グレート・ウェスタン・レールウェイとは異なり、ロンドン・ノース・イースタン・レールウェイのAT-300は東の和名にちなみ、「あずま」と名付けられている
イギリスではこれらの他にもAT-300が発注されており、トランスペナイン・エクスプレス（愛称「ノヴァ1」）、ハル・トレインズ（愛称「パラゴン」）それぞれの802形が現在運行を開始している。これらに加え、2021年にはイースト・コースト・トレインズ（803形）、2022年にはイースト・ミッドランズ・レールウェイ（810形）、アヴァンティ・ウェスト・コースト（805形・807形）で新たに運行を開始することになっている。
| 形式 | 派生形式 | 画像  | 種類  | 動力方式 | 運行会社                                   | 愛称                                   | 編成両数 | 製造本数       | 製造期間       | 編成番号       |
| ---- | -------- | ----- | ----- | -------- | ------------------------------------------ | -------------------------------------- | -------- | -------------- | -------------- | -------------- |
| 385  | /0       |       | AT200 | 電       | アベリオ・スコットレール                   | なし                                   | 3両      | 46本           | 2015年～2019年 | 385001～385046 |
| 385  | /1       |       | AT200 | 電       | アベリオ・スコットレール                   | なし                                   | 4両      | 24本           | 2015年～2019年 | 385101～385124 |
| 395  | 395      |       | AT300 | 電       | サウスイースタン                           | ジャベリン                             | 6両      | 29本           | 2007年～2009年 | 395001～395029 |
| 800  | /0       |       | AT300 | 両       | グレート・ウェスタン・レールウェイ         | インターシティ・エクスプレス・トレイン | 5両      | 36本           | 2014年～2018年 | 800001～800036 |
| 800  | /1       |       | AT300 | 両       | ロンドン・ノース・イースタン・レールウェイ | あずま                                 | 9両      | 13本           | 2014年～2018年 | 800101～800113 |
| 800  | /2       |       | AT300 | 両       | ロンドン・ノース・イースタン・レールウェイ | あずま                                 | 5両      | 10本           | 2014年～2018年 | 800201～800210 |
| 800  | /3       |       | AT300 | 両       | グレート・ウェスタン・レールウェイ         | インターシティ・エクスプレス・トレイン | 9両      | 21本           | 2014年～2018年 | 800301～800321 |
| 801  | /1       |       | AT300 | 電       | ロンドン・ノース・イースタン・レールウェイ | あずま                                 | 5両      | 12本           | 2017年～2019年 | 801101～801112 |
| 801  | /2       |       | AT300 | 電       | ロンドン・ノース・イースタン・レールウェイ | あずま                                 | 9両      | 30本           | 2017年～2019年 | 801201～801230 |
| 802  | /0       |       | AT300 | 両       | グレート・ウェスタン・レールウェイ         | インターシティ・エクスプレス・トレイン | 5両      | 22本           | 2017年～2019年 | 802001～802022 |
| 802  | /1       |       | AT300 | 両       | グレート・ウェスタン・レールウェイ         | インターシティ・エクスプレス・トレイン | 9両      | 14本           | 2017年～2019年 | 802101～802114 |
| 802  | /2       |       | AT300 | 両       | トランスペナイン・エクスプレス             | ノヴァ1                                | 5両      | 19本           | 2018年～2019年 | 802201～802219 |
| 802  | /3       |       | AT300 | 両       | ハル・トレインズ                           | パラゴン                               | 5両      | 5本            | 2019年         | 802301～802305 |
| 803  | 803      |       | AT300 | 電       | イースト・コースト・トレインズ             |                                        | 5両      | 5本            | 2021年         | 803001～803005 |
| 805  | 805      |       | AT300 | 両       | アヴァンティ・ウェスト・コースト           |                                        | 5両      | 13本           | 2020年～2022年 | 805001～805013 |
| 807  | 807      | AT300 | 電    |          | アヴァンティ・ウェスト・コースト           | 7両                                    | 10本     | 2020年～2022年 | 807001～807010 |                |
| 810  | 810      |       | AT300 | 両       | イースト・ミッドランズ・レールウェイ       |                                        | 5両      | 33本           | 2020年～2022年 | 810001～810033 |

### 台湾
イギリスからの最初の受注と同じころ、台湾鉄路管理局からJR九州885系電車をベースとしたTEMU1000型8両編成6本を受注した。納入は2006年に開始され、翌2007年3月に試乗会を行い同年5月に営業運転を開始した。

### 韓国
2007年に韓国鉄道公社は優等列車用の電車である200000系（幹線電気動車（英語: Trunk-line Electric Car（TEC））とも）4両編成8本を日立製作所に発注した。車体・台車・駆動装置などは日本で製造されたが、部品の一部は韓国製のものを使用しているほか、最終組み立ては慶尚南道昌原市のSLS重工業にて行われた。京釜線・長項線のソウル～新昌間などで「ヌリロ」という愛称／種別で運行されている。最高速度は150km/hである。

### タイ
バンコクのSRTダークレッドラインでは日立製作所笠戸事業所のA-trainを採用した1000系電車6両15編成の計90両を発注しており、2019年には第一陣が納入された。「赤いネズミ」の愛称がつけられており、4～6両編成で運行される。

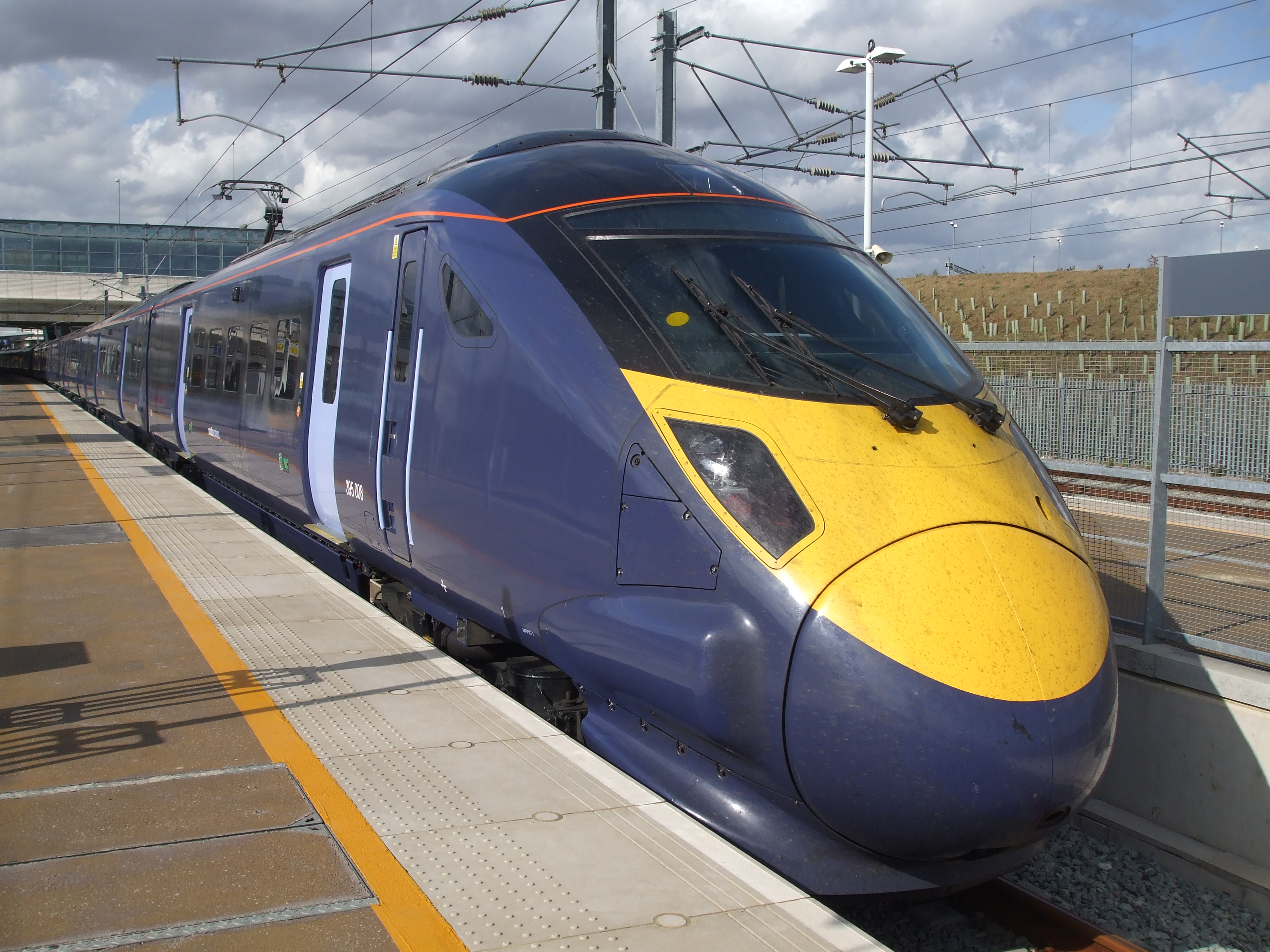
イギリス鉄道395形
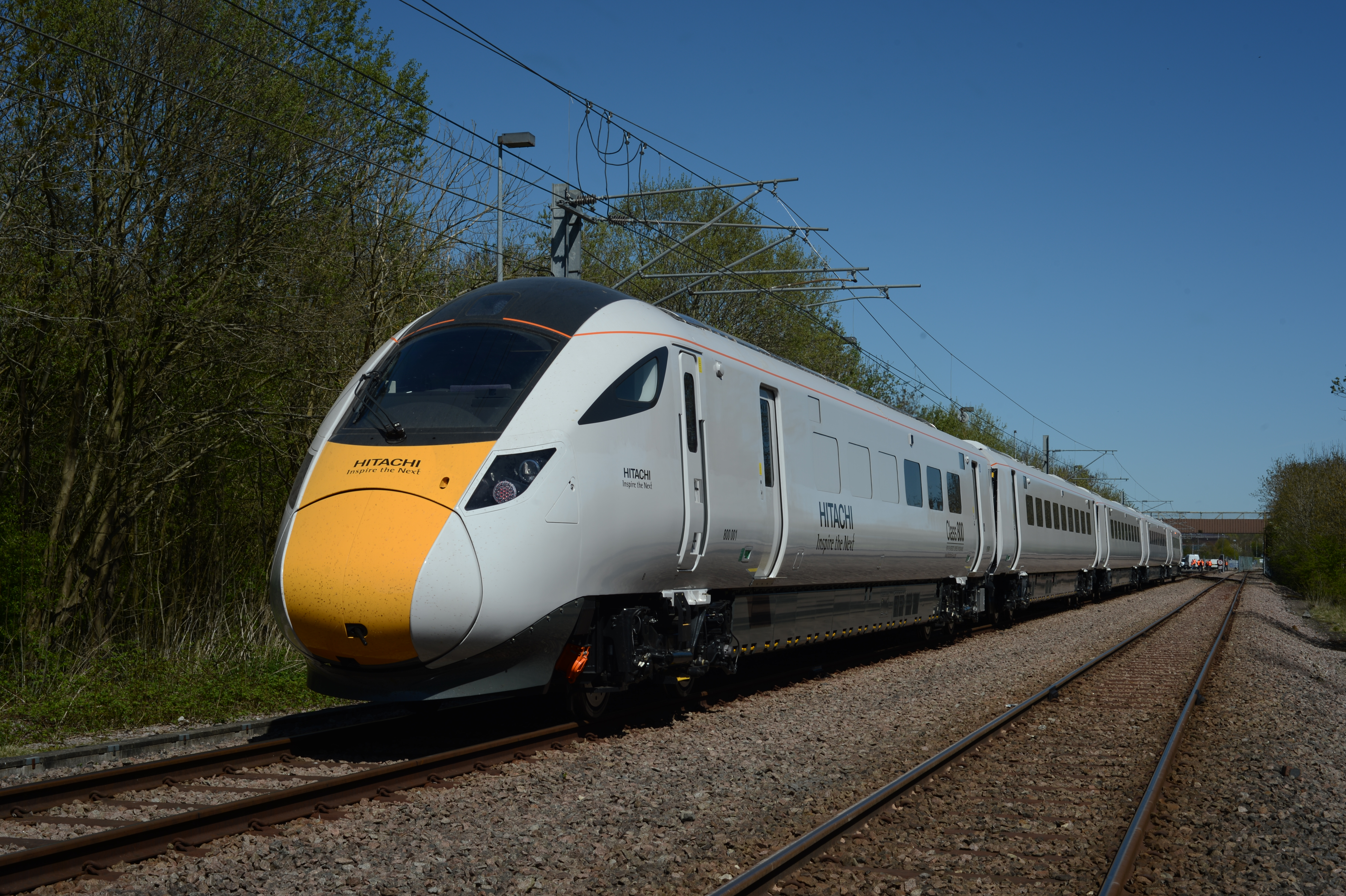
イギリス鉄道800形
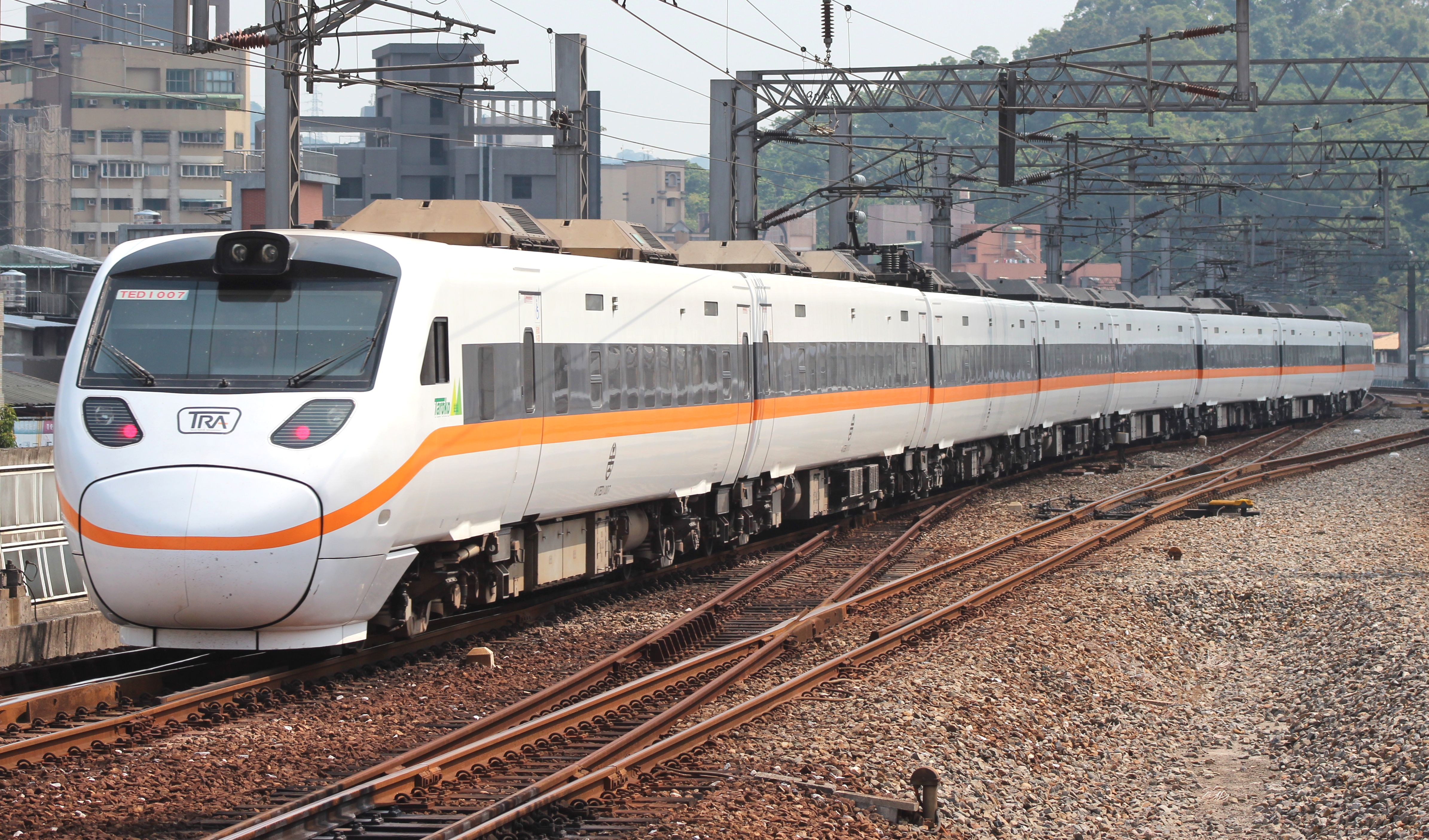
台湾鉄路管理局TEMU1000型
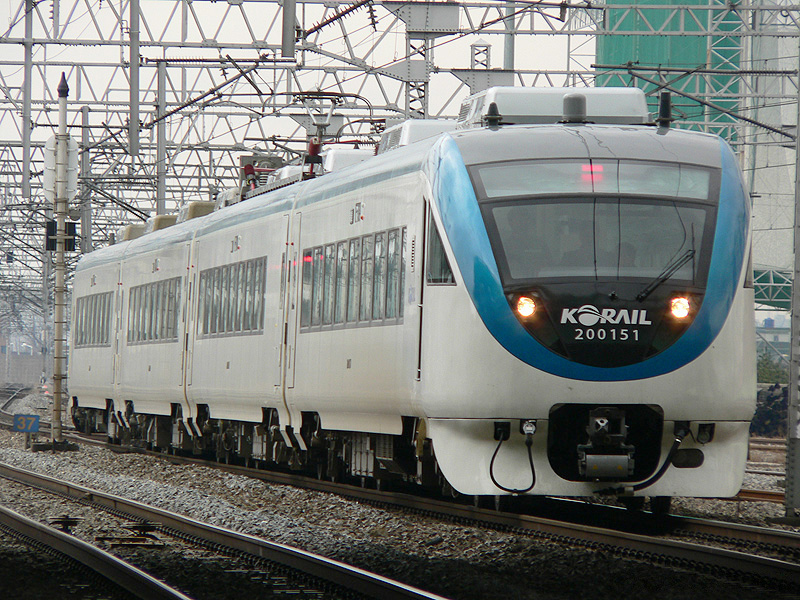
韓国鉄道公社200000系
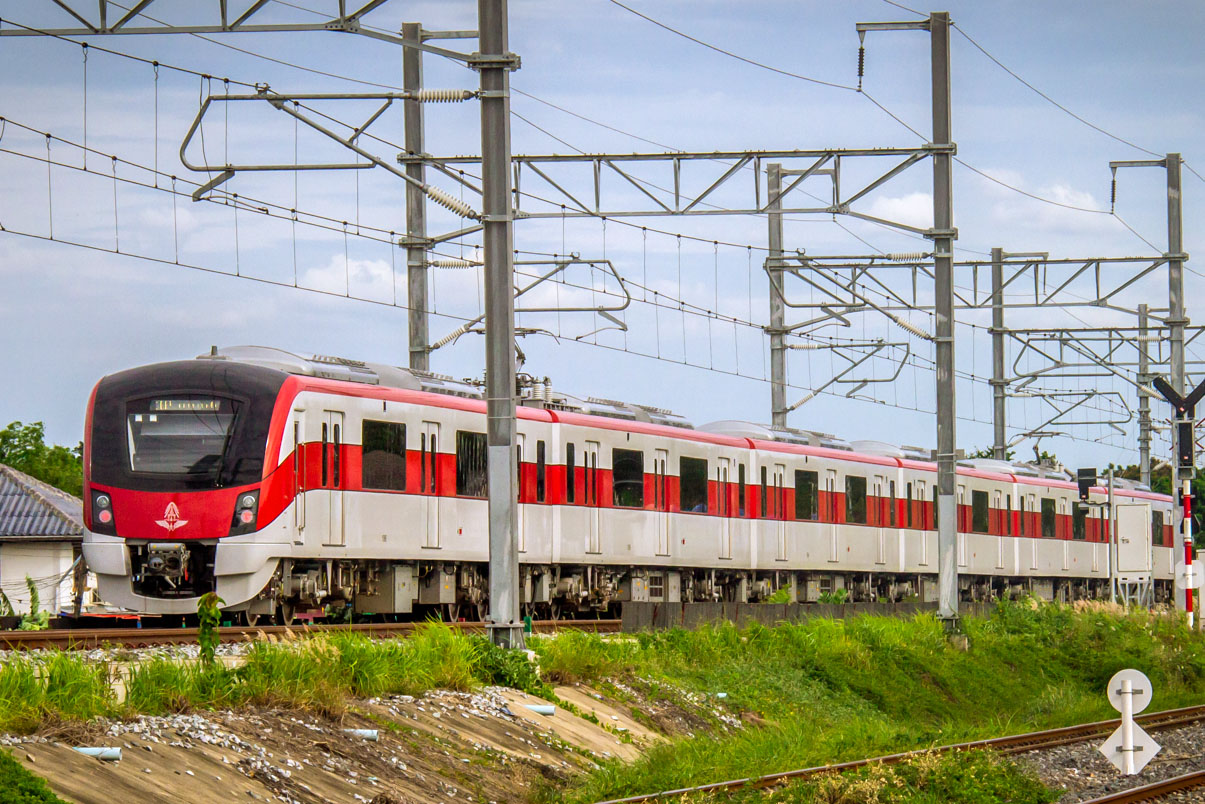
SRTダークレッドライン1000系
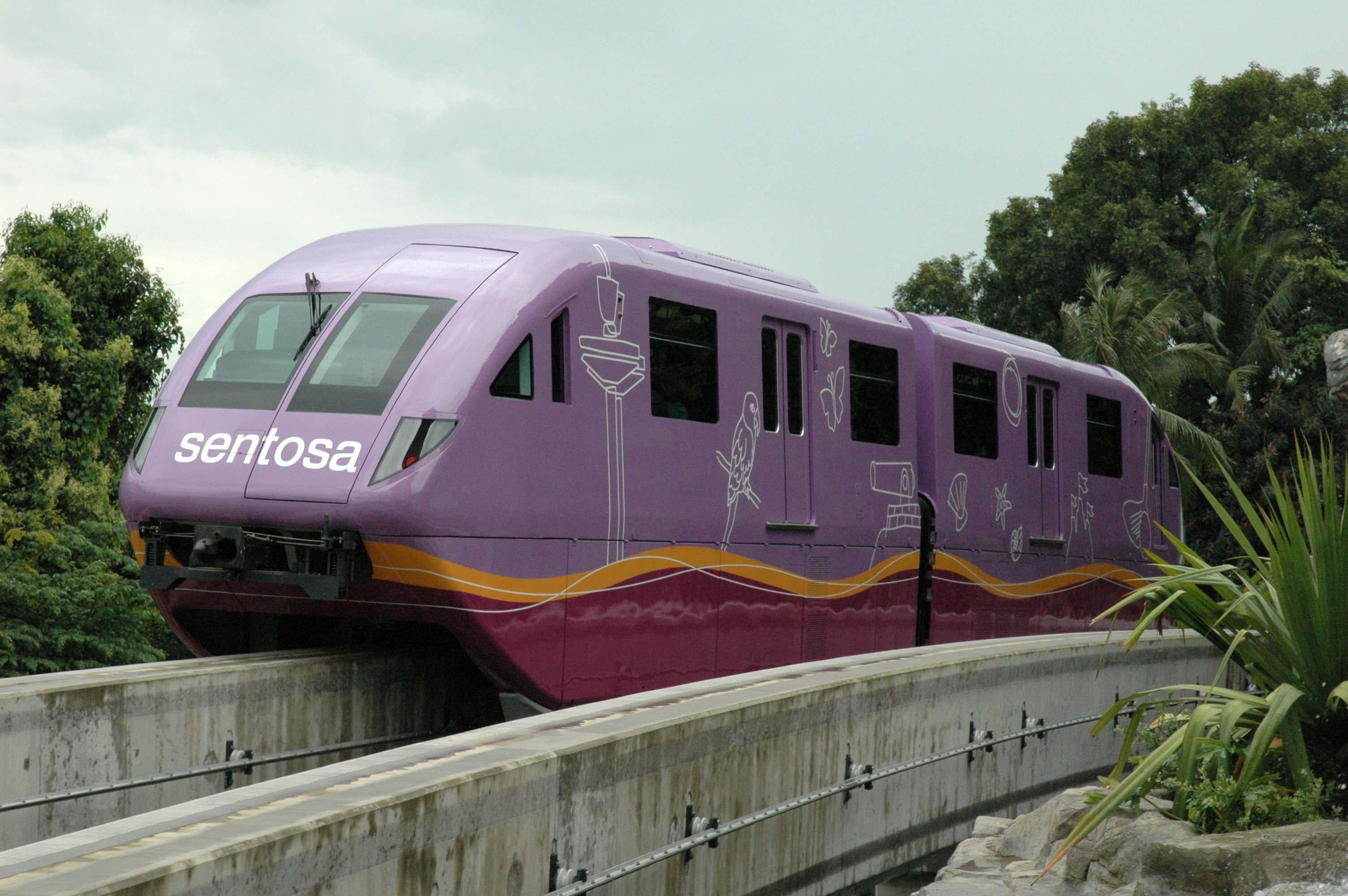
セントーサ・エクスプレス（シンガポール）で運行されるA-train派生モノレール